# Szpaki (województwo podlaskie)
Szpaki – wieś w Polsce położona w województwie podlaskim, w powiecie bielskim, w gminie Wyszki.

## Historia
Wieś królewska w starostwie brańskim w ziemi bielskiej województwa podlaskiego w 1795 roku.
Według Pierwszego Powszechnego Spisu Ludności, przeprowadzonego w 1921 r., wieś Szpaki liczyła 14 domów i 96 mieszkańców (53 kobiety i 43 mężczyzn). Przeważająca większość mieszkańcy miejscowości, w liczbie 91 osób, zadeklarowała wówczas wyznanie prawosławne, pozostałe 5 osób zgłosiło wyznanie rzymskokatolickie. Podział religijny mieszkańców wsi pokrywał się z ich strukturą narodowo-etniczną, gdyż 91 mieszkańców podało narodowość białoruską, a pozostałych 5 polską. W okresie międzywojennym Szpaki znajdowały się w gminie Topczewo.
2 lutego 1946 pluton Narodowego Zjednoczenia Wojskowego pod dowództwem Wiarusa zastrzelił 7 osób, obywateli polskich wyznania prawosławnego.
W latach 1975–1998 miejscowość administracyjnie należała do województwa białostockiego.

## Inne
W strukturze Kościoła Prawosławnego wieś należy do parafii pw. św. Piotra i Pawła w niedalekich Maleszach.
Wierni kościoła rzymskokatolickiego należą do parafii św. Andrzeja Apostoła w Wyszkach.